# ارنو غونزاليس
ارنو غونزاليس (24 أغسطس 1977 في فرنسا - ) (بالفرنسية: Arnaud Gonzalez)‏ هو لاعب كرة قدم فرنسي في مركز الهجوم. شارك مع منتخب فرنسا تحت 21 سنة لكرة القدم. أما مع النوادي، فقد لعب مع نادي أوكسير ونادي بوفيه ونادي غانغون ونادي نيور.

## وصلات خارجية
- ارنو غونزاليس على موقع قاعدة بيانات كرة القدم.إي يو (الإنجليزية)
- ارنو غونزاليس على موقع ليكيب (الفرنسية)
- ارنو غونزاليس على موقع Soccerway.com (الإنجليزية)
- ارنو غونزاليس على موقع عالم كرة القدم.نت (الإنجليزية)